# Konstandinos Kawafis

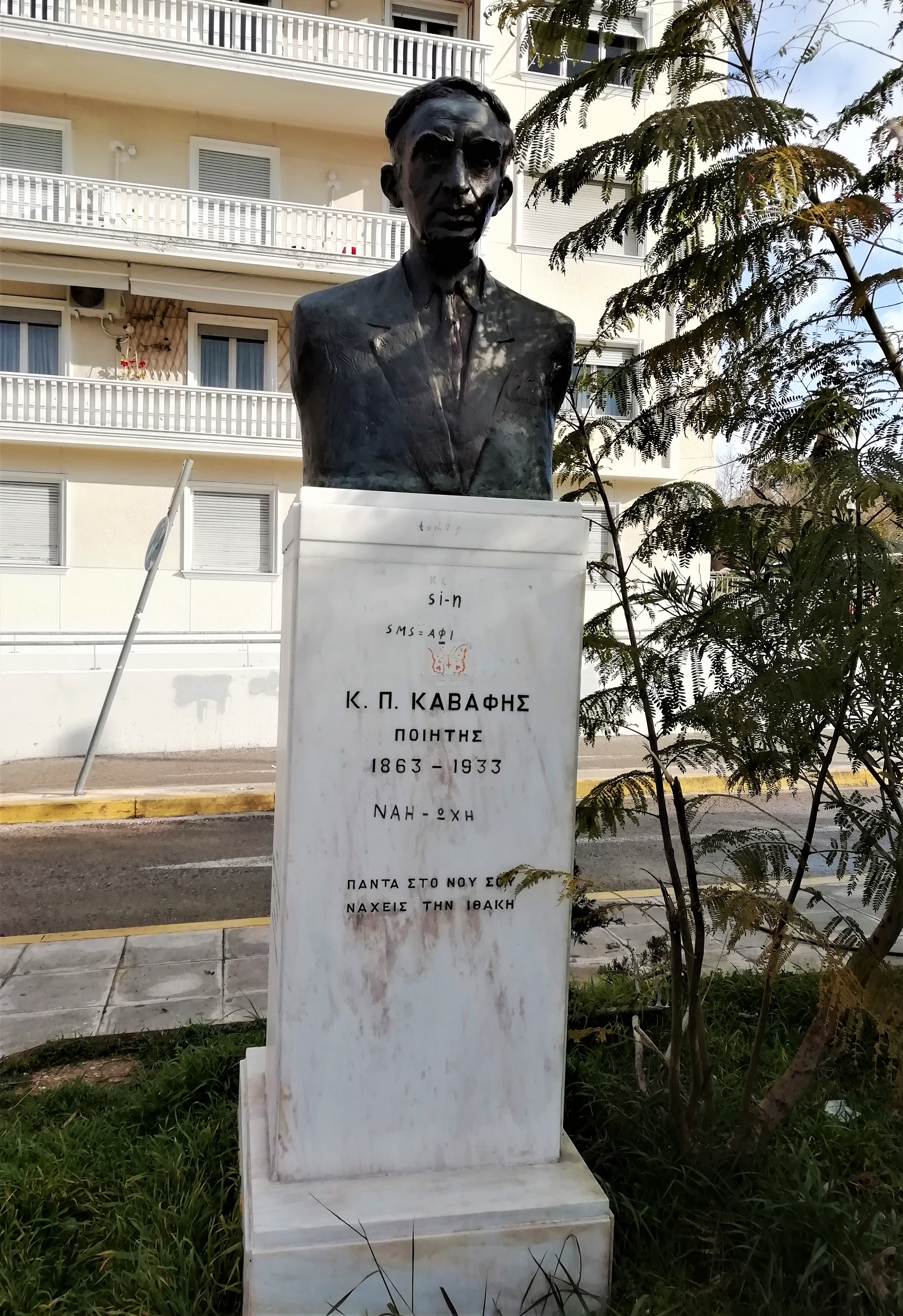
Pomnik poety w Atenach

Konstandinos Petru Kawafis, gr. Κωνσταντίνος Πέτρου Καβάφης (ur. 29 kwietnia 1863 w Aleksandrii, zm. 29 kwietnia 1933 tamże) – nowożytny poeta grecki; twórca kunsztownej poezji w nurcie tzw. parnasizmu i symbolizmu, pozostający pod silnym wpływem literatury starożytnej; przedstawiciel greckiego modernizmu.
Uważany za jednego z najwybitniejszych poetów greckich XX wieku. Twórczością, w której dominuje tematyka hellenistyczna i osobista, zapoczątkował nowy typ liryki, pisząc językiem epigramatycznym, zbliżonym do prozy, rezygnując z rymu, rytmu, metafory, ornamentów stylistycznych.
Debiutował zbiorem wierszy Poiemata w 1904. Miał niezwykle krytyczny stosunek do swej twórczości, częstokroć przerabiając i tworząc nowe wersje wcześniejszych utworów. Ostatecznie pozostawił tylko ok. 200 wierszy. Za życia nie opublikował ani jednej książki, pozostając niemal nieznany jako twórca literacki.
W Polsce wydano Wybór wierszy (1967), Poezje wybrane (1979), wreszcie Wiersze zebrane (1992, 1995) – rezultat wieloletniej pracy tłumacza Zygmunta Kubiaka. W 2011 ukazał się wybór wierszy Kawafisa w przekładzie Antoniego Libery, w 2013 wybór w przekładzie Ireneusza Kani, a w 2014 tzw. Kanon (154 wiersze przeznaczone do druku przez samego Kawafisa) w przekładzie Jacka Hajduka.
Konstandinos Kawafis był homoseksualistą, co znalazło odbicie w jego twórczości zawierającej wiersze o motywach homoerotycznych.

## Kalendarium życia
- 1863 – Urodził się 29 kwietnia w Aleksandrii w Egipcie jako ostatnie z dziewięciorga dzieci greckiego kupca Petrosa Kawafisa i Chariklii z domu Fotiadis, zaślubionych w 1849
- 1870 – 10 sierpnia zmarł ojciec, co wkrótce doprowadziło do obniżenia poziomu materialnego rodziny
- 1872 – wyjazd matki z młodszymi dziećmi (także Konstandinosem) do Anglii
- 1877 – koniec istnienia aleksandryjskiej firmy „Kawafis i Synowie”
- 1879 – powrót matki z synami do Aleksandrii
- 1881 – młody Kawafis uczęszcza (do 1882) w Aleksandrii do uczelni handlowej, zwanej „Liceum Hermasa”
- 1882 – powstanie arabskie w Aleksandrii pod wodzą pułkownika Arabiego i zbombardowanie miasta (w lipcu) przez okręty brytyjskie; przed tym wydarzeniem Chariklia Kawafis z sześcioma synami (prócz pracującego w Londynie Jorgosa) opuściła Aleksandrię udając się do domu ojca, Jorgosa Fotiadisa, zamieszkałego pod Konstantynopolem
- 1885 – w październiku Konstandinos z matką i braćmi powrócił do Aleksandrii
- 1886 – otrzymał pracę w jednej z aleksandryjskich gazet, uzyskując jako dziennikarz wstęp do gmachu giełdy. Podjął prowadzoną przez wiele lat działalność maklerską i zaczął publikować artykuły, eseje, wiersze i przekłady poetyckie w greckich czasopismach wydawanych w Aleksandrii, Lipsku i w Atenach
- 1889 – objął posadę w egipskim Ministerstwie Robót Publicznych, w Wydziale Nawadniania (początkowo bez poborów)
- 1891 – śmierć (w marcu) brata Petrosa
- 1892 – zostaje płatnym urzędnikiem w Wydziale Nawadniania
- 1896 – śmierć (w styczniu) dziadka Jorgosa Fotiadisa
- 1897 – podróż z bratem Joanisem do Paryża i Londynu (maj–czerwiec)
- 1899 – śmierć (4 lutego) matki poety na atak serca
- 1900 – śmierć (w marcu) brata Jorgosa
- 1901 – wspólne zamieszkanie poety z braćmi (Pawlosem i Joanisem) przy ulicy Ramle. W czerwcu, lipcu i sierpniu podróż bratem Aleksandrosem do Grecji, z odwiedzinami redakcji periodyku literackiego „Panathenaia” i zapoznaniem pisarza i krytyka Grigoriosa Ksenopulosa
- 1902 – śmierć (w styczniu) brata Aristidisa
- 1903 – od sierpnia do końca października długotrwała podróż grecka związana z leczeniem chorego Aleksandrosa w Atenach. Spotkanie z Ksenopulosem i powstanie eseju tytułowanego jako Ars Poetica. W lutym publikacja na łamach pisma „Panathenaia” 12 wierszy poety wraz z artykułem Ksenopulosa o jego twórczości
- 1904 – wydanie własnym nakładem w Aleksandrii tomiku z 14 utworami (pierwszy opublikowany zbiór poezji Kawafisa). W grudniu przeniesienie się Joanisa do Kairu i zamieszkiwanie poety tylko z Pawlosem
- 1905 – pospieszna podróż (w sierpniu) do Aleksandrosa w Atenach, nagle zakażonego i wkrótce zmarłego na tyfus
- 1907 – późną jesienią przeprowadzka z bratem do nowego mieszkania w domu przy ul. Lepsiusa nr 10. Nawiązanie współpracy z „Nea Zoe”, czasopismem młodych greckich literatów aleksandryjskich
- 1908 – wyjazd na zawsze brata Pawlosa z Aleksandrii, skutkujący osamotnieniem poety
- 1910 – prywatne wydanie w Aleksandrii drugiej, rozszerzonej edycji poetyckiej broszury z 21 utworami
- 1911 – nawiązanie współpracy z „Grammata”, nowo powstałym aleksandryjskim periodykiem literackim
- 1914 – w latach I wojny światowej (do 1918) zapoznanie Aleksandrosa Singopulosa (opiekuna w późniejszych latach życia) oraz przebywającego w Egipcie z misją Czerwonego Krzyża angielskiego pisarza E.M. Forstera (w przyszłości lansującego Kawafisa jako poetę wśród angielskich i europejskich intelektualistów)
- 1919 – publikacja w londyńskim czasopiśmie „Athenaeum” eseju Forstera o poezji Kawafisa (przedrukowanego w Pharos and Pharillon, Londyn 1923).
- 1920 – śmierć w Paryżu brata Pawlosa
- 1922 – odejście poety na urzędniczą emeryturę
- 1923 – śmierć brata Joanisa i krańcowe osamotnienie poety
- 1929 – numer włoskiego czasopisma „Settimana Egiziana” (25 kwietnia) poświęcony w całości Kawafisowi, z autografami wierszy, esejami krytyczne, przekładami, rysunkami, zdjęciami. Odwiedziny Forstera we wrześniu; w grudniu czołobitna wizyta twórcy futuryzmu F.T. Marinettiego
- 1932 – rozpoznanie u poety (w czerwcu) raka gardła; przewiezienie przez A. Singopulosa na leczenie do Aten, z operacją przeprowadzoną 4 lipca, wskutek której stracił głos; powrót w październiku do Aleksandrii
- 1933 – pogorszenie stanu poety w pierwszych miesiącach i hospitalizacja w szpitalu greckim w Aleksandrii. Zgon w dniu 29 kwietnia 1933 – dokładnie w 70. rocznicę urodzin
- 1935 – Singopulosowie (prawni spadkobiercy poety) publikują w Aleksandrii Ta poiemata (Wiersze) – kanon poezji Kawafisa obejmujący 154 utwory
- 1948 – umieszczenie na fasadzie domu przy ulicy Lepsiusa 10 tablicy pamiątkowej ku czci poety przez Aleksandryjski Ośrodek Kulturalny
- 1963 – publikacja w Atenach dwóch zbiorów poezji Kawafisa: Anekdota peza keimena (Niepublikowane teksty prozaiczne) w opracowaniu M. Peridisa (m.in. Ars Poetica) – oraz Peza (Proza) w opracowaniu G.A. Paputsakisa (m.in. Dziennik o chorobie Mikesa Rallisa i Dziennik pierwszej podróży do Grecji)
- 1968 – opublikowanie przez G.P. Sawidisa w Atenach tomu poetyckich ineditów Kawafisa: Anekdota poiemata 1882-1923 (Wiersze niepublikowane).
- 1979 – opublikowanie przez R. Lavagniniego w Palermo („Quaderini dell’Universita di Palermo”, nr 8) noweli „Eis to phos tes hemeras” („W świetle dnia”).
- 1983 – opublikowanie przez G.P. Sawidisa w Atenach tomu Apokerygmena poiemata kai metaphraseis 1886-1898 (Wiersze odrzucone i przekłady) oraz tomiku Anekdota semeiomata poietikes kai ethikes (niepublikowane notatki o poetyce i etyce – w polskim przekładzie pt. Notatki).

## Twórczość w przekładach polskich
We wszystkich poniższych zbiorach poezje wybrał, przełożył i opracował Zygmunt Kubiak:
- Konstandinos Kawafis: Wybór wierszy. Warszawa: PIW, 1967 (wyd. 2, rozszerzone 1978), seria: Biblioteka Poetów
- Konstandinos Kawafis: Poezje wybrane. Warszawa: LSW, 1979
- Konstandinos Kawafis: Wiersze zebrane. Warszawa: PIW, 1981
- Konstandinos Kawafis: Wiersze zebrane. Warszawa: Wydawnictwo „Res Publica”, 1992
- Konstandinos Kawafis: Wiersze zebrane. Warszawa: Wydawnictwo „Tenten”, 1995
- Konstandinos Kawafis: Wiersze i proza. Warszawa: Wydawnictwo „Świat Książki”, 2001

### Inne przekłady
- Konstandinos Kawafis: Jeżeli do Itaki wybierasz się w podróż..., wiersze wybrane w przekładzie Antoniego Libery. Kraków: Wydawnictwo „Znak”, 2011
- Konstandinos Kawafis: Czekając na barbarzyńców, wiersze wybrane w przekładzie Ireneusza Kani. Kraków: Wydawnictwo „Austeria”, 2013
- Konstandinos Kawafis: Kanon. 154 wiersze, w przekładzie Jacka Hajduka. Wrocław: Kolegium Europy Wschodniej, 2014
- Konstandinos Kawafis: Wiersze wszystkie – Apanta poiītika [wydanie dwujęzyczne], w przekładzie Ireneusza Kani, ze wstępem Grzegorza Jankowicza. Kraków-Budapeszt-Syrakuzy: Wydawnictwo „Austeria”, 2019, ISBN 978-83-7866-230-3.

## Literatura tematu
- Zygmunt Kubiak: Kawafis Aleksandryjczyk. Warszawa: Wydawnictwo „Tenten”, 1995
- Marguerite Yourcenar: Czarny mózg Piranesiego. Konstandinos Kawafis. Gdańsk: Wydawnictwo „słowo/obraz/terytoria”, 2004
- Jacek Hajduk: Kawafis. Świat poetycki. Kraków: Wydawnictwo „Homini”, 2013